# أودينيه
أودينيه (بالفرنسية: Odienné)‏ هي مدينة تقع في الشمال الغربي لساحل العاج. وتتبع لمقاطعة دنغيلي كتقسيم رئيسي ولمنطقة كابادوغو كتقسيم ثانوي. ولمدينة أودينيه بلدية خاصة بها ومقر مقاطعة فرعيّة.
تأسست مدينة أودينيه على يد الشعب الماندينغي تحت قيادة فاكابا توري. وفي وقت لاحق، أسس ساموري توري قاعدة دعم في المدينة. ومن أهم معالم أوديني مسجد كبير ومناجم الذهب وقبر فاكابا توري.
لدى المدينة مطار أودينيه، والذي يزيد من أهميتها بين المدن المجاورة. كما تحوي المدينة ملعب متعدد الأغراض وهو ملعب الحاج مامادو كوليبالي والذي يتسع لثلاثة آلاف شخص. كما يوجد في المدينة كاتدرائية القديس أوغسطين ككاتدرائية ومقر لأبرشية أوديني الكاثوليكية الرومانية، والتي يعتبر أنطوان كونيه أسقفها.

## التاريخ
يُعتقد أن المنطقة المحيطة بأودينيه كان أول من استوطنها شعب سينوفو وشعب ماندينغي. ويرجع الفضل في تأسيس المدينة إلى فاكابا توري (1800-1858)، الذي أسس مملكة كابادوغو، التي كانت أودينيه عاصمتها. وقد زار المستكشف الفرنسي رينيه كاييه أودينيه عام 1827. وفي عام 1898، وأثناء الاحتلال الفرنسي لساحل العاج، أنشأ موقع عسكري جنوب أودينيه. وخلال الحرب الأهلية الإيفوارية الأولى كانت أودينيه معقلًا للقوات الجديدة في كوت ديفوار. رغم ذلك فإنها كانت سلمية إلى حد ما أثناء الحرب مقارنة بالمدن الإيفوارية الأخرى، بسبب موقعها البعيد عن وسط الدولة.

## الاقتصاد
الزراعة هي المورد الأساسي لاقتصاد سكان مورينيه، حيثُ تعتبر زراعة الكاجو الأكثر انتشارًا في المدينة، كما وتنتشر زراعة الفواكه والبطاطا والقطن في الحقول الواقعة في وادي ماسيف دو ديينجويلي. وتضم المدينة مصنعًا لمعالجة الأرز، كما ينتج المنجنيز في المنطقة أيضًا.